# Бойко Михайло Федосійович
Бо́йко Миха́йло Федосі́йович (1942) — доктор біологічних наук, професор, український ботанік, бріолог та еколог, Заслужений діяч науки і техніки України, Почесний професор Херсонського державного університету (2005 р.), Почесний член Українського ботанічного товариства (2017 р.).

## З життєпису
Випускник Луганського державного педагогічного інституту 1970 р. (природничо-географічний факультет). У 1970—1972 рр. — асистент кафедри ботаніки, у 1972 р. — також керівник біостанції та навчально-польового табору «Ново-Ільєнко» Луганського державного педагогічного інституту. З листопада 1972 р. — аспірант, у 1975—1979 рр. — науковий співробітник, завідувач лабораторії бріології Інституту ботаніки ім. М. Г. Холодного НАН України. З грудня 1979 р. — старший викладач, 3 1983 по 2004 рр. — завідувач кафедри ботаніки, а з 2004 — професор кафедри ботаніки Херсонського державного університету. 
Досліджував флору мохоподібних Українського Полісся — (Лівобережне Полісся) — Київська, Чернігівська та Сумська області, бріофлору степової зони Європи в межах Молдови, України, Росії. 
Відомі учні — Ходосовцев О. Є., Мойсієнко І. І., Мельник Р. П., Загороднюк Н.В., Павлов В.В.
У різні роки, починаючи з 1979 року, також працював (за сумісництвом) у Київському національному університеті імені Т.Г.Шевченка, Херсонському державному аграрно-економічному університеті, Миколаївському національному аграрному університеті, Миколаївському національному  університеті ім. В.О.Сухомлинського, Національних природних парках «Нижньодніпровський» та "Олешківські піски". М. Ф. Бойко запропонував ідею та започаткував проведення «Наукових ботанічних читань пам'яті Й. К. Пачоського», які проводяться на базі кафедри ботаніки Херсонського державного університету та Херсонського краєзнавчого музею кожні 5 років, з 1988 р., а також ідею проведення "Фальц-Фейнівських читань, що проводяться в Херсонському державному університеті з 1999 р. З 1984 по 2024 рр. був Головою Херсонського відділення Українського ботанічного  товариства. Створив та очолив Громадське екологічне об'єднання «Херсон-Екоцентр» (1991 р.), члени якого, разом з науковцями кафедри ботаніки Херсонського державного університету, розробили наукові обґрунтування та зробили практичні кроки щодо створення об'єктів природно-заповідного фонду (заказники, пам'ятки природи, пам'ятки садово-паркового мистецтва, регіональні ландшафтні парки, національні природні парки, зокрема Національний природний парк «Олешківські піски», Національний природний парк «Джарилгацький», Нижньодніпровський національний парк) у Херсонській та Миколаївській областях на вцілілих та збережених природних ділянках суходолу та акваторій. Фундатор, ініціатор заснування та відповідальний редактор (2005-2017 рр.) наукового журналу "Чорноморський ботанічний журнал".
Фундатор (1997 р.) та Відповідальний редактор видання збірки наукових та методичних праць «Метода» (у 2006—2017 рр.як «Наука і методика»). Започаткував (2006 р.) проведення відкритих з'їздів фітобіологів півдня України. З 2003 р. є також завідувачем лабораторії інтродукції рослин, яка працює на базі Ботанічного саду Херсонського державного університету.. Провів критико-систематичне вивчення мохоподібних степової зони Європи. Уперше висунув і обґрунтував гіпотезу про становлення і розвиток степової бріофлори.Створив ділянку «Херсонські степи», площею 1,1 га, у Ботанічному саду Херсонського державного університету (1982 р.), на якій відтворено степову екосистему типчаково-ковилових степів.

## Науковий доробок
В доробку науковця понад 470 наукових праць, в тому числі:

### монографії
- - Бойко М.Ф, Москов Н. В., Тихонов В. И. Растительный мир Херсонской области. — Симферополь: Таврия, 1987. — 144 с..
  - Природа Херсонської області /Аліфанов О. П., Бойко М. Ф., Бойко В. М., Котовський І. М., Русіна Л. Ю., Фентісова Т.O., Чорний С. Г. (Відп. редактор М. Ф. Бойко). — К.: Фітосоціоцентр, 1998. — 120 с. ISBN 966-7459-04-5
  - Бойко М. Ф., Подгайний М. М. Червоний список Херсонської області. — Херсон: Айлант, 1998. — 32 с.; 2002 (2-е видання, перероблене та доповнене). — Херсон: Терра. — 28 с.
  - Бойко М. Ф. Анализ бриофлоры степной зоны Европы. — К.: Фитосоциоцентр, 1999. — 180 с. ISBN 966-7459-29-2
  - Бойко М. Ф. Мохообразные в ценозах степной зоны Европы. — Херсон: Айлант,1999. — 160с. ISBN 966-7403-62-3
  - Работягов В. Д., Свиденко Л. В., Деревянко В. Н., Бойко М. Ф. Эфиромасличные и лекарственные растения, интродуцированные в Херсонской области (эколого-биологические особенности и хозяйственно-ценные признаки). — Херсон: Айлант, 2003. — 288 с. ISBN 966-630-018-4
  - Ильницкий О. А., Бойко М. Ф., Федорчук М. И. и др. Основы фитомониторинга. — Херсон: Айлант, 2005. — 345 с. ISBN 966-630-009-5
  - Бойко М. Ф. Чекліст мохоподібних України. — Херсон: Айлант, 2008. — 232 с. ISBN 978-966-630-007-5
  - Бойко М. Ф. Мохоподібні степової зони України. — Херсон: Айлант, 2009. — 264 с. ISBN 978-966-630-001-3
  - Boiko M.F., et al. Red Data Book of European Bryophytes. — Trodheim, 1995. — 291 p. ISBN 82-993645-0-7
  - Бойко М. Ф. Червоний список мохоподібних України.- Херсон: Айлант.- 2010.- 94 с. ISBN 978-966-630-002-0
  - Гапоненко М. Б., Лебеда А. П., Альохін К. М., Баглай К. М., Бойко М. Ф. та ін. Каталог раритетних рослин ботанічних садів і дендропарків України / За ред А. П. Лебеди. — Київ: Академперіодика, 2001. — 184 с. ISBN 978-966-360-173-1
  - Бойко М. Ф., Дерев'янко В. М., Дерев'янко Н. В., Загороднюк Н. В., Мельник Р. П., Мойсієнко І. І., Корольова О. В., Сушинська Н. І., Ходосовцев О. Є. Чекліст рослин і грибів Ботанічного саду Херсонського державного університету. — Херсон: Айлант, 2011. — 108 с. ISBN 978-966-630-042-6
  - Вакаренко Л. П., Бойко М. Ф. та ін./ Ред. Д. В. Дубина, Я. І. Мовчан / Екомережа степової зони України: принципи створення, структура, елементи.- К.: LAT& K.,2013. —
  - Червоний список Херсонської області (2013)/Бойко М. Ф., Мойсієнко І. І., Ходосовцев О. Є./Рішення XXVI сесії Херсонської обл. ради № 893 від 13.11.2013 р.- Херсон.- 13 с.
  - Ходосовцев О. Є., Мойсієнко І. І., Бойко М. Ф., Кунц Б., Загороднюк Н. В., Дармостук В. В., Захарова М. Я. Клименко В. М., Дайнеко П. М., Малюга Н. Г. (2019). Старовинні забуті парки Херсонщини. Херсон: Видавничий Дім «Гельветика».300 с. 409 c.
  - Мойсієнко І. І.,Ходосовцев О. Є., Пилипенко І. О., Бойко М. Ф., Мальчикова Д. С., Клименко В. М.,ПономарьоваА. А., Захарова М. Я., Дармостук В. В. (2020). Перспективні заповідні об'єкти Херсонської області. Херсон: Видавничий Дім «Гельветика» 166 c.DOI:10.32782/978-966-992-049-2/1-166

### підручники та навчальні посібники
- - Бойко М. Ф. Ходосовцев О. Є. Мохоподібні та лишайники. — Херсон: Айлант, 2001. — 68 с.
  - Бойко М. Ф. Чорний С. Г. Екологія Херсонщини. — Херсон: Терра, 2001. — 186 с. ISBN 966-7976-10-6
  - Бойко М. Ф. Ботаніка. Систематика несудинних рослин.   Навч. посібник. — К.: «Видавництво Ліра-К», 2013. — 276 с. ISBN 978-966-2609-39-4.VI
  - Бойко М. Ф.Методика дослідження мохоподібних: навч. посіб.- Херсон: ФОП Вишемірський В. С., 2018.- 112 с
  - Бойко М. Ф. Ботаніка. Водорості та мохоподібні.   Підручник, видання друге, перероблене та доповнене. — К.: «Видавництво Ліра-К», 2019. — 272 с. М. ISBN 978-966-2609-39-4.VI
- Статті щодо мохоподібних, грибів, раритетних видів вищих судинних рослин, ефіроолійних рослин, охорони природи, екології, фітомоніторингу, методики викладання фітобіології.

Автор статей у Червоній книзі України, Географічній енциклопедії України, Екологічній енциклопедії України, Енциклопедії сучасної України, Red Data Book of European Bryophytes. На честь М. Ф. Бойка названо лишайник — канделарієлля Бойка (Candelariella boykii  Khodosovtsev, S.Kondr.& Karnef.).

## Описані таксони (described taxa)
Нові для науки таксони мохоподібних (new for science taxa bryophytes):
- - Lazarenkia Boiko (Lazarenkia kozlovii (Lazar.) Boiko;
  - Aulacomnium arenopaludosum Boiko;
  - Syntrichia ruralis (Hedw.) F.Weber& Mohr var. polysporogonica Boiko;
  - Riccia rhenana Lorbeer var. violacea M.F.Boiko;
  - Leptobryum pyriforme (Hedw.) Wils. f. multigemmiferum Boiko;
  - Pseudoleskeella nervosa (Brid.) Nyh. f. emarginata Boiko;
  - Amblystegium riparium (Hedw.) B.,S.& G. f. bifidinervium Boiko.
  - Leptodictyum ripárium (Hedw.) Warnst. var. ramificatinervosum Boiko

## Відзнаки
Заслужений діяч науки і техніки України. Почесний член Українського ботанічного товариства. Почесний професор Херсонського державного університету. Знак МОН України «За наукові досягнення», Почесна грамота Міністерства освіти і науки України, Диплом «Європейська нагорода Генрі Форда за збереження природного середовища», Почесна грамота Голови Херсонської облдержадміністрації та ін., Почесна грамота Українського ботанічного товариства.